# A'typisk
Amin Kevlar (født 17. april 1985[kilde mangler] i Iran), bedre kendt som A'typisk, er en dansk rapper, der er opvokset i Gladsaxe, København.

## Karriere og MFS-tiden
Han er født i Iran og kom til Danmark som 4-årig. Ifølge et interview med Bubber i TV2 blev han blev smidt ud af sine forældres hjem og blev nødt til at klare sig selv allerede i kun en alder af 13, da de ikke kunne klare at bo sammen med ham.
Sammen med Wood og Hype er ATYPISK bl.a. kendt fra rapgruppen MFS (Made For Streets), som startede i 2005, hvor Lukas Graham også var med.
I 2007 udsendte gruppen først numret "Ingen Opposition" (feat. StreetMass) og sidenhen studiealbummerne "Bandaniseret" (2009) og "Gadens Vilkår" (2011).
ATYPISK, Wood og Hype (MFS) blev kendte for at være Danmarks første rigtige gangsterrappere. Det skyldtes deres disstracks til andre danske rappere, deres musikvideoer og den store støtte fra deres fans. Amin har sammen med MFS udgivet de to cd'er Bandaniseret og Gadens Vilkår.
A'typisk har også haft samarbejde med Shaka Loveless med nummeret "Gråt I Gråt" fra 2013 samt solohittet "Saver Hende" fra 2012. Meget af hans musik omhandler loyalitet og broderskab.
Udover sin aktivitet indenfor rap er A'typisk også aktiv i rockermiljøet, idet han er medlem af rockergruppen Satudarah MC. Ekstra Bladet kædede i november 2015 Amin Kevlar sammen med rockergruppen Satudarah MC. Kevlar bekræftede i maj 2016 båndene til Satudarah på sin egen Facebook-profil. Her indsatte han rockergruppens logo og offentliggjorde flere billeder af andre Satudarah-medlemmer.
I oktober 2017 udgav han sangen "Vi En" til minde om mange af de Satudarah-medlemmer, der døde under forskellige slagsmål.
Sidenhen har ATYPISK udsendt en længere række singler som f.eks. "Varme Tider", "Så På", "Chopper Tale" (feat. Branco & Gilli), samt "Hurtig Bane".
I november 2019 udgav han sit andet album, "A Niveau", med 12 sange. Den mest afspillede sang i albummet er "Kærlighed (feat. Gilli & Kesi)" Den lå som nr. 1 i Top 50 Danmark (Spotify) i næsten hele December måned.
Ifølge et interview i urban-podcastet "Uden Filter" betragter han sig selv sammen med MFS som Danmarks første "rigtige" rapper(e), og han har bl.a i 2010 produceret Danmarks dyreste musikvideo, i sin tid. Han har kun alene i 2019, udgivet 8 musikvideoer.

## Diskografi

### Albums
| Titel    | Albumdetaljer                                                              | Højeste placering |
| Titel    | Albumdetaljer                                                              | Danmark           |
| -------- | -------------------------------------------------------------------------- | ----------------- |
| A'typisk | - Udgivet: 2. marts 2013 - Selskab: disco:wax - Format: Stream/Download    | ?                 |
| A Niveau | - Udgivet: 15. november 2019 - Selskab: Heritage - Format: Stream/Download | 1                 |

### Singler
| År                                                               | Titel                                  | Højeste placering | Højeste placering | Højeste placering | Album    |
| År                                                               | Titel                                  | Download          | Streaming         | Airplay           | Album    |
| ---------------------------------------------------------------- | -------------------------------------- | ----------------- | ----------------- | ----------------- | -------- |
| 2011                                                             | "De Døde Snakker Ikke"                 |                   |                   |                   | A'typisk |
| 2012                                                             | "38'eren ladt på mig [G-Mix]"          | —                 | —                 | —                 | A'typisk |
| 2012                                                             | "Stripper & Diamanter"                 |                   |                   |                   | A'typisk |
| 2012                                                             | "Saver hende"                          | —                 | —                 | —                 | A'typisk |
| 2012                                                             | "ABC"                                  | —                 | —                 | —                 | A'typisk |
| 2013                                                             | "Gråt i gråt" feat. Shaka Loveless     |                   |                   |                   | A'typisk |
| 2014                                                             | "Loyalitet" feat. Kaka                 |                   |                   |                   |          |
| 2015                                                             | "De Andre Er Optagede"                 |                   |                   |                   |          |
| 2016                                                             | "STTS"                                 |                   |                   |                   |          |
| 2017                                                             | "Stopper Aldrig"                       |                   |                   | —                 |          |
| 2017                                                             | "Vi En"                                | —                 | —                 | —                 |          |
| 2017                                                             | "1919"                                 | —                 | —                 | —                 |          |
| 2018                                                             | "Pengeseddel" feat. Branco             | —                 | —                 | —                 |          |
| 2018                                                             | "Nok Er Nok"                           |                   |                   | —                 |          |
| 2018                                                             | "Varme Tider"                          |                   |                   | —                 |          |
| 2018                                                             | "Sammen Er Vi" feat. Kaka              |                   |                   | —                 |          |
| 2018                                                             | "Chopper Tale" feat. Branco & Gilli    | 1                 | 1                 | —                 |          |
| 2018                                                             | "Øjne På Mig"                          |                   |                   |                   |          |
| 2018                                                             | "Så På"                                |                   |                   |                   |          |
| 2019                                                             | "Aldrig For Sjov" feat. Branco & Gilli |                   |                   |                   |          |
| 2019                                                             | "Øje For Øje" feat. Branco             |                   |                   |                   |          |
| 2019                                                             | "Tillid"                               |                   |                   |                   |          |
| 2019                                                             | "Hurtig Bane"                          |                   |                   |                   |          |
| 2019                                                             | "Fri Fod"                              |                   |                   |                   |          |
| 2019                                                             | "Tørstig"                              |                   |                   |                   | A Niveau |
| 2019                                                             | "Plata O Plomo" feat. Gilli            |                   |                   |                   | A Niveau |
| "—" markerer en udgivelse der ikke opnåede en hitlisteplacering. |                                        |                   |                   |                   |          |

### Albums medMFS
- 2009: Bandaniseret[2]
- 2011: Gadens vilkår[8]

### EP'er
- 2016: 19